# Elecciones legislativas de Mongolia de 2000
Las elecciones parlamentarias de 2000 se celebraron en Mongolia el día de 2 de julio.

## Tabla de resultados
| Partido                                         | Votos     | %    | Escaños | +/-   |
| ----------------------------------------------- | --------- | ---- | ------- | ----- |
| Partido Revolucionario del Pueblo de Mongolia   | 417,746   | 41.6 | 72      | +47   |
| Unión Democrática                               | 233,890   | 23.4 | 1       | -49   |
| Partido Democrático Nuevo Socialista            | 110,608   | 11.0 | 1       | Nuevo |
| Partido Democrático Social                      | 91,663    | 9.1  | 0       | Nuevo |
| Partido Republicano                             | 41,991    | 4.2  | 0       | 0     |
| Voluntad Civil-Loes Verdes                      | 36,196    | 3.6  | 1       | Nuevo |
| Partido Demócrata                               | 18,217    | 1.8  | 0       | Nuevo |
| Gran coalición                                  | 9,105     | 0.9  | 0       | Nuevo |
| Partido Democrático Nueva Sociedad              | 4,077     | 0.4  | 0       | Nuevo |
| Partido de los Trabajadores                     | 8,289     | 0.8  | 0       | 0     |
| Partido Nacional Unido                          | 8,289     | 0.8  | 0       | 0     |
| Partido por la Tradición y la Justicia          | 8,289     | 0.8  | 0       | Nuevo |
| Partido Democrático Liberal                     | 8,289     | 0.8  | 0       | Nuevo |
| Partido por el Desarrollo Regional              | 8,289     | 0.8  | 0       | Nuevo |
| Partido por el Desarrollo Rural                 | 8,289     | 0.8  | 0       | Nuevo |
| Partido Civil Mongol-Democracia Neoliberal      | 8,289     | 0.8  | 0       | Nuevo |
| Independientes                                  | 29,352    | 2.9  | 1       | +1    |
| Inválidos/Votos en blanco                       | 25,431    | -    | -       | -     |
| Total                                           | 1,027,985 | 100  | 76      | 0     |
| Fuente: General Election Commission of Mongolia |           |      |         |       |